# 汰香駅
汰香駅（テヒャンえき、朝鮮語: 태향역）は、朝鮮民主主義人民共和国平安南道文徳郡にある駅で、安州炭鉱線に属する。 

## 隣の駅
安州炭鉱線
立石炭鉱駅 - 汰香駅 - 平南西湖駅